# Havana (Illinois)
Havana je grad u američkoj saveznoj državi Ilinois. Prema popisu stanovništva iz 2010. u njemu je živjelo 3.301 stanovnika.